# Machairophyllum bijlii
Machairophyllum bijlii es una especie de planta suculenta perteneciente a la familia Aizoaceae. Es originaria de Sudáfrica.

## Descripción
Es una pequeña planta suculenta perennifolia que alcanza un tamaño de 14 cm de altura y se encuentra a una altitud de 570 - 1560 metros en Sudáfrica.

## Taxonomía
Machairophyllum bijlii fue descrita por  Kurt Dinter, y publicado en Möller's Deutsche Gärtner-Zeitung 42: 187. 1927.
Sinonimia
- Perissolobus bijliae N.E.Br. (1930) basónimo
- Machairophyllum acuminatum L.Bolus (1935)
- Machairophyllum baxteri L.Bolus (1935)
- Machairophyllum stenopetalum L.Bolus (1931)
- Machairophyllum vanbredai L.Bolus (1964)[2][3]